# Naoya Kikuchi
Naoya Kikuchi (jap. 菊地 直哉, Kikuchi Naoya; * 24. November 1984 in Shimizu (heute: Shizuoka), Präfektur Shizuoka) ist ein ehemaliger japanischer Fußballspieler.

## Karriere
In seiner Jugend spielte er bei Shimizu S-Pulse und im Schulteam der Städtischen Handelsoberschule Shimizu (jap.:清水市立商業高等学校, Shimizu-shiritsu shōgyō kōtō gakkō; engl.: Shimizu Commercial High School), die über eine enge Beziehung zu S-Pulse und eine große Fußball-Tradition verfügt. Die erste Station seiner Profikarriere war ab 2003 der Lokalrivale Júbilo Iwata. In der zweiten Jahreshälfte 2005 spielte er für Albirex Niigata, kehrte aber nach jener J.-League-Saison zurück zu Júbilo Iwata.
Er war Teil der 2004 Olympia-Fußballmannschaft Japans, die nach dem letzten Platz in der Vorrunde ausschied. In Gruppe B spielten sie gegen Paraguay, Italien und Ghana. Er spielte eine sehr gute U-17-Weltmeisterschaft 2001. Im Jahr 2002 wurde er zu einem Probetraining beim FC Arsenal eingeladen und ging später zum niederländischen Topklub Feyenoord Rotterdam, um dort sein Glück zu versuchen. Er nahm für Japans U-20-Team an der Jugendweltmeisterschaft 2003 teil.
Im Juni 2007 wurde Kikuchi wegen des Vorwurfes, Geschlechtsverkehr mit einer 15-Jährigen gehabt zu haben, verhaftet. Obwohl er vor Gericht hiervon freigesprochen wurde, führte dieser Vorfall zur Auflösung des Vertrages mit Júbilo Iwata. Weiterhin wurde er vom japanischen Fußballverband JFA mit einer einjährigen Sperre für die J. League bedacht. Nachdem ein geplanter Wechsel zum VfL Wolfsburg nicht zustande gekommen war, wurde Kikuchi zur Rückrunde der Saison 2007/08 vom Zweitligisten FC Carl Zeiss Jena verpflichtet, wo er seinen Vertrag nach dem Abstieg in die 3. Liga bis 2009 verlängerte.
Anfang Juli 2009 absolvierte er ein Probetraining beim Bundesligisten FC Schalke 04, allerdings kam ein Wechsel zu den „Knappen“ nicht zustande. Daraufhin wechselte der Japaner zurück in die Heimat und schloss sich dem japanischen Erstligisten Oita Trinita an. Nach dessen Abstieg wechselte Kikuchi Ende 2010 zurück in die erste Liga Japans zu Albirex Niigata.